# Pachyballus gambeyi
Pachyballus gambeyi là một loài nhện trong họ Salticidae.
Loài này thuộc chi Pachyballus. Pachyballus gambeyi được Eugène Simon miêu tả năm 1880.